# 파운데이션을 향하여
파운데이션을 향하여(Forward the Foundation, 1993)는 아이작 아시모프의 대하 SF소설인 파운데이션 시리즈의 마지막 출간 작품이자 소설 내용상 연대순으로는 두 번째에 오는 작품이다. 2013년 12월 5일 황금가지(민음사 계열)에서 정식 완역본으로 출간.

## 사실과 평가
본 작품은 파운데이션 시리즈의 두 권의 서장(<파운데이션의 서막>과 본 작품) 중 두 번째의 것이다. 이 작품은 본 시리즈의 첫 번째 작품인 <파운데이션>과 매우 비슷한 스타일로 씌여졌는데, 여러 장으로 구성되어 있고, 각 장 사이에는 긴 시간적 간격이 존재한다. (두 작품 모두 <사이언스 픽션 매거진>에 여러 개의 독립된 단편으로 개제되었다.)
본 작품(아시모프의 마지막 작품인)에서 해리 셀던과 아이작 아시모프 간의 유사점, 그리고 해리 샐던이 나이들고 죽어가는 과정에 포커스를 두고 있다는 점에서 아시모프가 셀던을 그의 문학적 대자아(alter ego)로 여기고 있다는 생각이 강해진다. 많은 사람들은 본 작품에서 셀던에 의해 표현된 사상과 의견들을 (아시모프의) 자전적인 것으로 간주한다. 그리고 비록 본 작품이 <파운데이션> 시리즈의 중심을 이루는 세 권의 <파운데이션 3부작>과 비교하여 (문학적으로, 그리고 구성에서) 떨어지지만, 본 작품을 통해 아시모프가 만년에 어떤 생각을 가졌는지 이해할 수 있다고 본다.

## 줄거리
(이하의 내용은 영문판 위키백과의 Forward the Foundation 항목을 기초로 하였으며, 고유 명사는 한국의 현대정보문화사에서 출간된 파운데이션 시리즈에서의 예를 가급적 따랐음.)
<파운데이션을 향하여>에서 아이작 아시모프는 <파운데이션의 서막>에서 처음 시작된 해리 셀던의 연대기를 이어간다.
이야기는 (제1제국의 수도인) 트랜터에서 벌어지며, <파운데이션의 서막>에서 다루어진 사건들 이후 8년 후에 시작된다. 본 작품은 어떻게 셀던이 그의 심리역사학 이론을 가설적 개념으로부터 은하계 규모의 사건들을 다룰 수 있도록 실질적으로 적용하는 방법을 개발해 내는지를 묘사하고 있다.
(전편 <파운데이션의 서막> 마지막에서 해리 셀던은 그와 심리역사학을 정치적으로 이용하려는 여러 음모를 극복하고 심리역사학이 단순한 수학적 가설이 아니라 실제로 현실 세계에 적용 가능하다는 생각을 굳혀 나가게 된다.)
황제 클레온 1세의 치세 만년을 경과하면서 셀던의 업적은 그를 은하계 정치 세계로 끌고 들어가고, 결국 클레온 1세의 총리였던 에토 데머즐(셀던이 R.다닐 올리버라는 로봇으로 알고 있는)의 의문스런 실종 후에는 그를 클레온의 총리라는 제국 권력의 정점까지 끌어올린다. 셀던은 제국의 총리가 되지만 10년 후 황제가 암살되자 그 지위를 잃는다.
점차 셀던은 그와 가까운 사람들을 잃어간다. 셀던의 아내인 도스는 암살자로부터 그의 생명을 구하고 죽는다. (우리는 그녀가 실제로는 로봇이라는 사실을 알고 있다.) 그의 양자인 라이히는 산타니의 반란에서 살해된다. 그의 양녀와 둘째 손녀는 실종되고 끝내 찾지 못한다. (셀던의 수학적 업적의 후계자들 중 하나이자 심리역사학을 완성하는 데 중요한 기여자로 간주되는) 유고 애머릴은 그의 과업에서 비롯되는 압박으로 인해 일찍 죽는다. 그의 손녀인 완다를 제외하면 그는 혼자가 되고, 결국 그는 그녀를 제2파운데이션을 시작하도록 떠나 보낸다.
은하제국의 몰락은 본 작품의 마지막 장(章)들에서 셀던의 육체적 건강(의 악화)와 마찬가지로 가속화된다. 동시에, 셀던은 결국 심리역사학의 비밀을 풀어내기 시작한다. 그는 제국의 멸망 이후 인류의 생존을 위한 로드맵인, 후에 '셀던프로젝트(Seldon Plan)'로 알려지게 될 대계획을 시동한다. 본 작품은 죽어가는 셀던이 터미너스에서 제1파운데이션을 설립하게 될 후세들을 위한 메시지(<파운데이션 3부작>에서 계속 등장하는)를 녹음하는 장면으로 끝난다.
(이후는 <파운데이션> 시리즈의 중심이 되는 작품인 <파운데이션 3부작>의 첫 권인 <파운데이션>으로 이어진다. <파운데이션>의 첫 부분은 셀던과 함께 심리역사학을 완성하고 후에 제2파운데이션의 첫 <제1발언자>-지도자-가 되는 가알 도닉이 만년의 해리 셀던을 만나는 장면으로 시작되고, 셀던은 제1파운데이션을 설립하기 위하여 일부러 그를 따르는 과학자들을 은하계 끝에 위치한 행성 터미너스로 추방시키는 계획에 돌입한다.)